# Holding Liat
Holding Liat ist ein Dokumentarfilm von Brandon Kramer aus dem Jahr 2025. Er begleitet die Familie der israelischen Friedensaktivistin Liat Beinin Atzili, die am 7. Oktober 2023 von der islamistischen Terrororganisation Hamas entführt wurde. Seine Weltpremiere fand am 16. Februar 2025 auf der 75. Berlinale statt.

## Handlung
Während des Terrorangriffs der Hamas auf Israel am 7. Oktober 2023 wird Liat Beinin Atzili von Hamas-Terroristen aus ihrem Kibbuz entführt. Einen Tag nach der Entführung von Liat beginnt Filmemacher Brandon Kramer mit seinen filmischen Aufzeichnungen. Er begleitet die Angehörigen auf ihrer Suche nach Antworten und Hoffnung. Kramer ist mit den Beinins verwandt.
Da Liat auch die amerikanische Staatsbürgerschaft besitzt, ihr Vater Yehuda ist Amerikaner, wendet er sich an die USA, um auf politischer Ebene die Freilassung seiner Tochter zu erwirken. Die US-Administration unter Präsident Joe Biden lädt die Angehörigen nach Washington ein, damit sie ihr Anliegen persönlich vorbringen können. Yehuda spricht mit Joe Biden sowie verschiedenen US-Senatoren und setzt die Regierung unter Druck, sich für die Freilassung der Geiseln einzusetzen. In Washington trifft er auch auf Ahmad Mansour, mit dem er seine Kritik an der Politik des israelischen Premierministers Benjamin Netanjahu teilt. Während der Reise werden die unterschiedlichen Sichtweisen innerhalb der Familie deutlich. Liats jüngster Sohn Ofri kann sich zunächst nicht mit den Positionen seines Großvaters anfreunden und sinnt auf Rache. Es kommt immer wieder zu Grundsatzdiskussionen und Auseinandersetzungen. Liats Schwester Tal, die in den USA lebt, hat Israel bereits vor Jahren aufgrund der rechtsextremen Politik Netanjahus verlassen.
Liats Mutter, Chaya Beinin, findet im verbrannten Haus ihrer Tochter im Kibbuz Nir Oz deren unversehrt gebliebene Brille. Auch sie gibt die Hoffnung nicht auf, ihre Tochter lebend wiederzusehen. Gemeinsam mit Yehuda setzt sie sich weiterhin für Frieden ein und kritisiert den Umgang der israelischen Regierung sowohl mit den Geiseln als auch mit der palästinensischen Zivilbevölkerung. Beide engagieren sich seit Jahren in der Friedensbewegung, die sich für eine Verständigung zwischen Israelis und Palästinensern einsetzt.
Mit der ersten Waffenruhe im November 2023 wird Liat nach 54 Tagen Gefangenschaft freigelassen. Während die Familie mit ihr die Freude über ihre Befreiung teilt, muss Liat ihnen mitteilen, dass ihr Mann Aviv bei der Verteidigung des Kibbuz ermordet wurde. Liat berichtet von ihrer Zeit als Geisel – sie wurde von einem Lehrer und einem Anwalt festgehalten. Trotz ihrer traumatischen Erlebnisse beginnt sie erneut, sich als Friedensaktivistin zu engagieren und ihre Arbeit in der Holocaust-Gedenkstätte Yad Vashem wieder aufzunehmen.

## Produktion

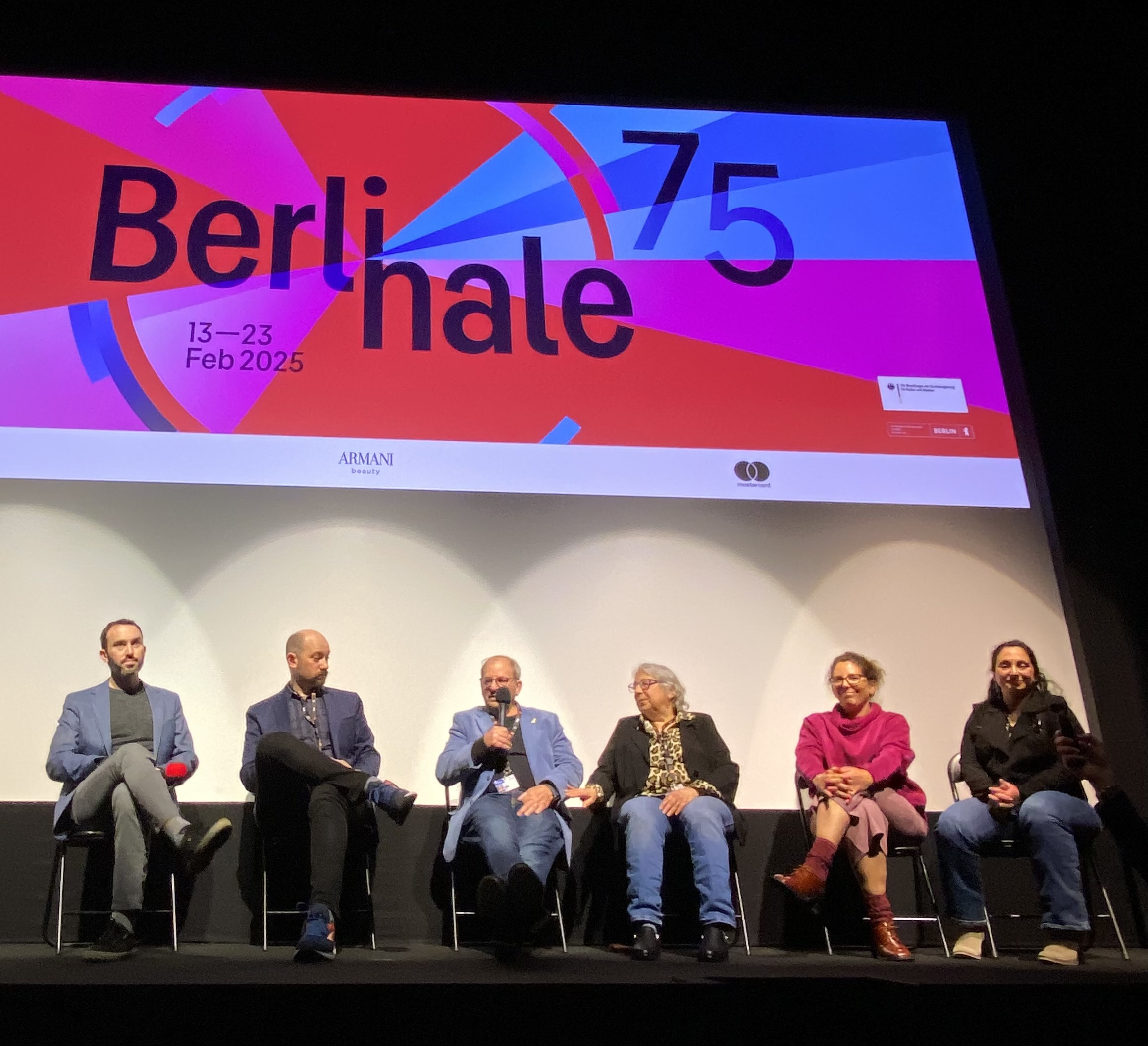
Hauptmitwirkende von links nach rechts: Brandon Kramer, Lance Kramer, Yehuda Beinin, Chaya Beinin, Liat Beinin Atzili, Tal Beinin

Brandon Kramer ist ein US-amerikanischer Filmemacher und Mitbegründer von Meridian Hill Pictures. Der Film wurde produziert von Hollywood-Regisseur Darren Aronofsky.
Holding Liat feierte seine Weltpremiere auf der 75. Berlinale und wurde in der Sektion Forum präsentiert. Im Juni 2025 wird der Film beim Tribeca Film Festival gezeigt.

## Rezeption
Felicitas Kleiner schrieb für die Jüdische Allgemeine: „Brandon Kramer, der mit den Beinins verwandt ist, hat nicht nur einen Film gedreht, der die Traumata des Terrorüberfalls und der Geiselnahme spürbar macht. Er eröffnet auch einen komplexen, einen äußerst nachdenklichen Blick auf die Gewaltspirale im Nahen Osten. Das lieg nicht zuletzt an den Beinins selbst, die über ihren eigenen Schmerz hinaus die Geschichte und gegenwärtige Situation ihres Landes kritisch und kontrovers reflektieren - und in der Lage sind, auch das Leid der palästinensischen Bevölkerung nicht auszublenden.“
Das Portal Zukunft braucht Erinnerung schrieb: „„Holding Liat“ ist ein wichtiger Beitrag zum Verständnis der komplexen Situation im Nahen Osten. Der Film schafft es, persönliches Leid mit politischer Analyse zu verbinden und dabei stets menschlich und mitfühlend zu bleiben. Er ist ein Plädoyer für Menschlichkeit und Dialog in Zeiten extremer Polarisierung. Kramers Dokumentation ist kein leichter Film, aber einer, der notwendig ist. Er fordert das Publikum heraus, über einfache Schuldzuweisungen hinauszudenken und die Möglichkeit von Verständigung selbst unter schwierigsten Umständen in Betracht zu ziehen. „Holding Liat“ ist ein bewegendes Zeugnis menschlicher Widerstandskraft und ein eindringlicher Appell für Frieden und Versöhnung.“
David Steinitz schrieb für die Süddeutsche Zeitung: „Dass der Nahostkonflikt nicht so problemlos in Gut und Böse kategorisierbar ist, wie BDS und seine Anhänger wie Swinton es wohl gerne hätten, zeigt auf der Berlinale die Dokumentation „Holding Liat“, die sich ebenfalls mit den Folgen des 7. Oktobers beschäftigt. Der Film wurde produziert von Hollywood-Regisseur Darren Aronofsky („Black Swan“). Er legt die immer radikaler vertretenen Ideologien auf palästinensischer und auf israelischer Seite offen und zeigt, wie sich diese Entwicklung in Familienstrukturen hineinfrisst und Familien auseinanderreißt.“

## Auszeichnungen
Holding Liat wurde bei den 75. Internationalen Filmfestspielen Berlin mit dem Berlinale Dokumentarfilmpreis ausgezeichnet. Außerdem erhielt er den Preis der Ökumenischen Jury der Berlinale.